# Оравіца
Оравіца (рум. Oravița) — місто у повіті Караш-Северін в Румунії. Адміністративно місту підпорядковані такі села (дані про населення за 2002 рік):
- Агадіч (259 осіб)
- Бредішору-де-Жос (587 осіб)
- Броштень (682 особи)
- Маріла (70 осіб)
- Рекітова (402 особи)
- Чиклова-Монтане (636 осіб)

Місто розташоване на відстані 354 км на захід від Бухареста, 33 км на південний захід від Решиці, 88 км на південний схід від Тімішоари.

## Населення
За даними перепису населення 2002 року у місті проживали 12 858 осіб.
Національний склад населення міста:
| Національність   | Кількість осіб | Відсоток |
| ---------------- | -------------- | -------- |
| румуни           | 11972          | 93,1%    |
| цигани           | 376            | 2,9%     |
| німці            | 222            | 1,7%     |
| угорці           | 155            | 1,2%     |
| серби            | 84             | 0,7%     |
| чехи             | 17             | 0,1%     |
| українці         | 15             | 0,1%     |
| хорвати          | 5              | < 0,1%   |
| поляки           | 4              | < 0,1%   |
| словаки          | 2              | < 0,1%   |
| росіяни-липовани | 1              | < 0,1%   |
| турки            | 1              | < 0,1%   |
| болгари          | 1              | < 0,1%   |

Рідною мовою назвали:
| Мова       | Кількість осіб | Відсоток |
| ---------- | -------------- | -------- |
| румунська  | 12165          | 94,6%    |
| циганська  | 289            | 2,2%     |
| німецька   | 180            | 1,4%     |
| угорська   | 120            | 0,9%     |
| сербська   | 73             | 0,6%     |
| українська | 15             | 0,1%     |
| чеська     | 10             | 0,1%     |
| хорватська | 3              | < 0,1%   |
| російська  | 1              | < 0,1%   |
| словацька  | 1              | < 0,1%   |

Склад населення міста за віросповіданням:
| Релігія                                       | Кількість осіб | Відсоток |
| --------------------------------------------- | -------------- | -------- |
| православні                                   | 11233          | 87,4%    |
| римо-католики                                 | 573            | 4,5%     |
| баптисти                                      | 333            | 2,6%     |
| п'ятдесятники                                 | 257            | 2,0%     |
| греко-католики                                | 247            | 1,9%     |
| адвентисти                                    | 83             | 0,6%     |
| реформати                                     | 59             | 0,5%     |
| бретрени                                      | 22             | 0,2%     |
| старообрядці                                  | 14             | 0,1%     |
| не релігійні                                  | 9              | 0,1%     |
| унітарії                                      | 4              | < 0,1%   |
| лютерани                                      | 4              | < 0,1%   |
| лютерани (Синодально-пресвітеріанська церква) | 3              | < 0,1%   |
| атеїсти                                       | 3              | < 0,1%   |
| мусульмани                                    | 1              | < 0,1%   |
| лютерани (Аугсбурзького сповідання)           | 1              | < 0,1%   |

## Зовнішні посилання
- Дані про місто Оравіца на сайті Ghidul Primăriilor

| Румунія | Це незавершена стаття з географії Румунії. Ви можете допомогти проєкту, виправивши або дописавши її. |